# Culture de l'Acadie
La culture de l'Acadie a plusieurs caractéristiques qui la différencient de celle d'autres régions du Canada.

## Symboles

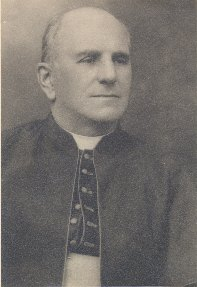
Marcel-François Richard, l’instigateur de plusieurs des symboles nationaux.

### Sainte patronne et fête nationale
La sainte-patronne de l’Acadie, Notre-Dame-de-l'Assomption, fut le premier symbole choisi, lors de la première Convention nationale acadienne, organisée en 1881 à Memramcook. Ce choix n’est pas étonnant car la France était sous la protection de la Vierge Marie lors de la fondation de l’Acadie. La fête nationale de l’Acadie fut aussi choisie lors de la première Convention nationale acadienne. Le débat fut chaudement disputé entre le 24 juin, jour de la Saint-Jean-Baptiste et fête nationale des Canadiens français, et le 15 août, jour de l’Assomption. Face à l’insistance de Marcel-François Richard, les délégués votèrent en faveur du 15 août.

### Drapeau

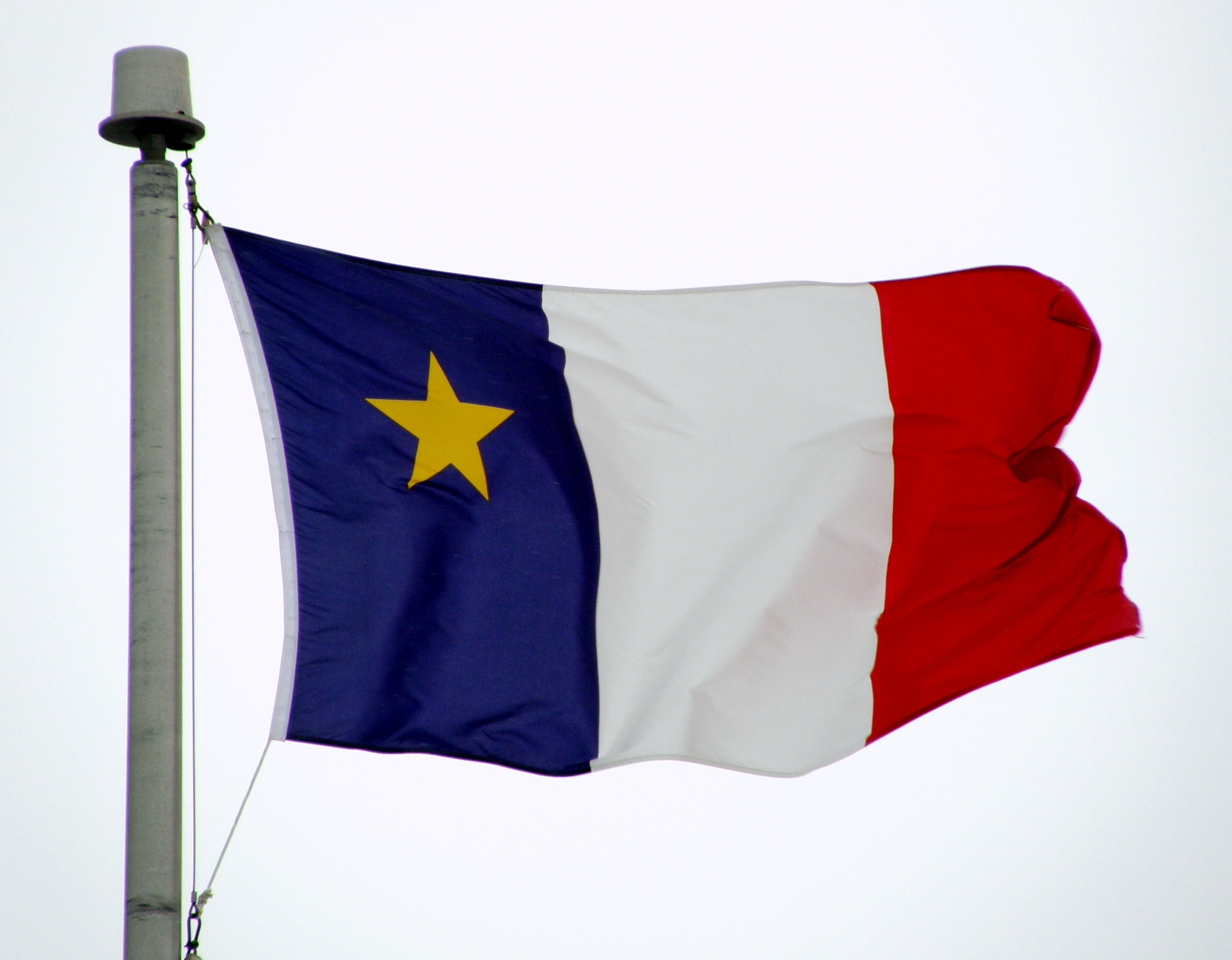
Le drapeau de l’Acadie.

Le drapeau de l’Acadie, ou tricolore étoilé, fut proposé par le curé Marcel-François Richard le 15 août 1884, lors de la seconde Convention nationale acadienne se déroulant à Miscouche, à l’Île-du-Prince-Édouard. Le drapeau fut adopté le lendemain. Il consiste au drapeau français avec une étoile dorée, ou Stella Maris, dans la partie bleue. L’étoile représente la Vierge Marie et sa couleur est associée à la papauté, signifiant l’attachement des Acadiens à la religion catholique et l’importance de l’Église dans l’histoire de l’Acadie. Le drapeau original, brodé par Marie Babineau, est conservé au Musée acadien de l’Université de Moncton. Le drapeau est aujourd’hui le plus populaire des symboles de l’Acadie.

### Hymne
L’hymne national de l’Acadie fut choisi lors de la Convention de 1884. Il consiste en un texte latin, l’Ave Maris Stella. Entonné par Marcel-François Richard lors de la première levée du drapeau acadien, le chant fut proposé par Pierre-Amand Landry comme symbole national peu après puis adopté à l’unanimité par les délégués. Il remplaçait les divers chants patriotiques utilisés à l’époque, dont La Marseillaise. Cet hymne est controversé depuis son adoption car certains n’acceptent pas qu’un chant religieux soit utilisé lors de fêtes où l’on sert de l’alcool. Un concours fut organisé par la Société nationale de l'Acadie en 1994 afin de créer des paroles en français; la gagnante fut Jacinthe Laforest et la nouvelle version fut chantée pour la première fois par Lina Boudreau.

### Autres fêtes
Depuis 2005, au Canada, le 28 juillet est officiellement la « Journée de commémoration du Grand Dérangement », en célébration de ce jour de 1755 où fut décidée la déportation des Acadiens. Le 13 décembre, Jour du souvenir acadien, célèbre la mémoire des 2 000 Acadiens qui ont péri dans l'Atlantique Nord de faim, de maladie, et de noyade durant la déportation. Les gens commémorent l'évènement en portant une étoile noire.

### Autres symboles

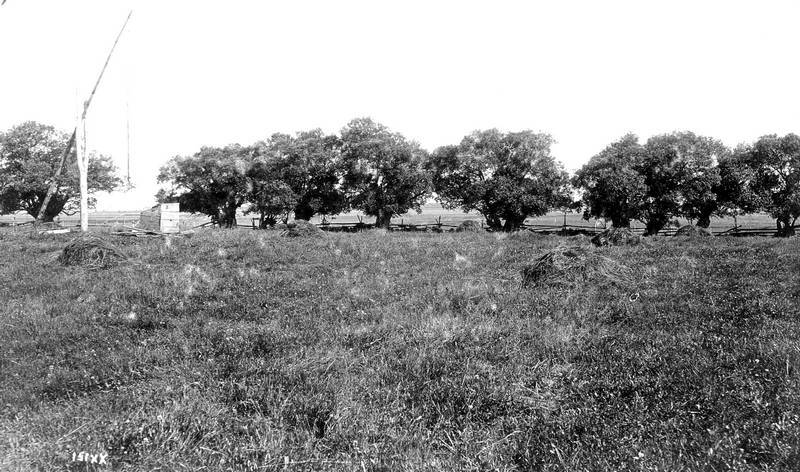
Les saules de Grand-Pré au début du XXe siècle.

La devise de l'Acadie est L'union fait la force. L'insigne acadienne consiste en une bandelette de soie bleue en haut de laquelle apparaît une étoile entourée de rayons, surmontant un bateau voguant à pleines voiles, dont le pavillon porte le mot « Acadie ». La devise nationale est écrite en dessous du bateau et le tout est surmonté d'une rosette rouge et blanche. L'insigne doit être porté à la boutonnière durant les jours fériées. Ces deux symboles ont été choisis lors de la Convention nationale acadienne de 1884. Il est possible que les délégués présents aient voulu imiter les symboles choisis lors d'un Congrès de la Saint-Jean-Baptiste organisé à Québec quatre ans plus tôt. La devise est rarement utilisée. Quant à elle, l'insigne n'a pas été populaire et est pratiquement oubliée de nos jours; il en existe un seul exemplaire conservé au Musée acadien de l'Université de Moncton. L'insigne a par contre inspiré les armoiries de la Société nationale de l'Acadie, dévoilées en 1996 à Miscouche.

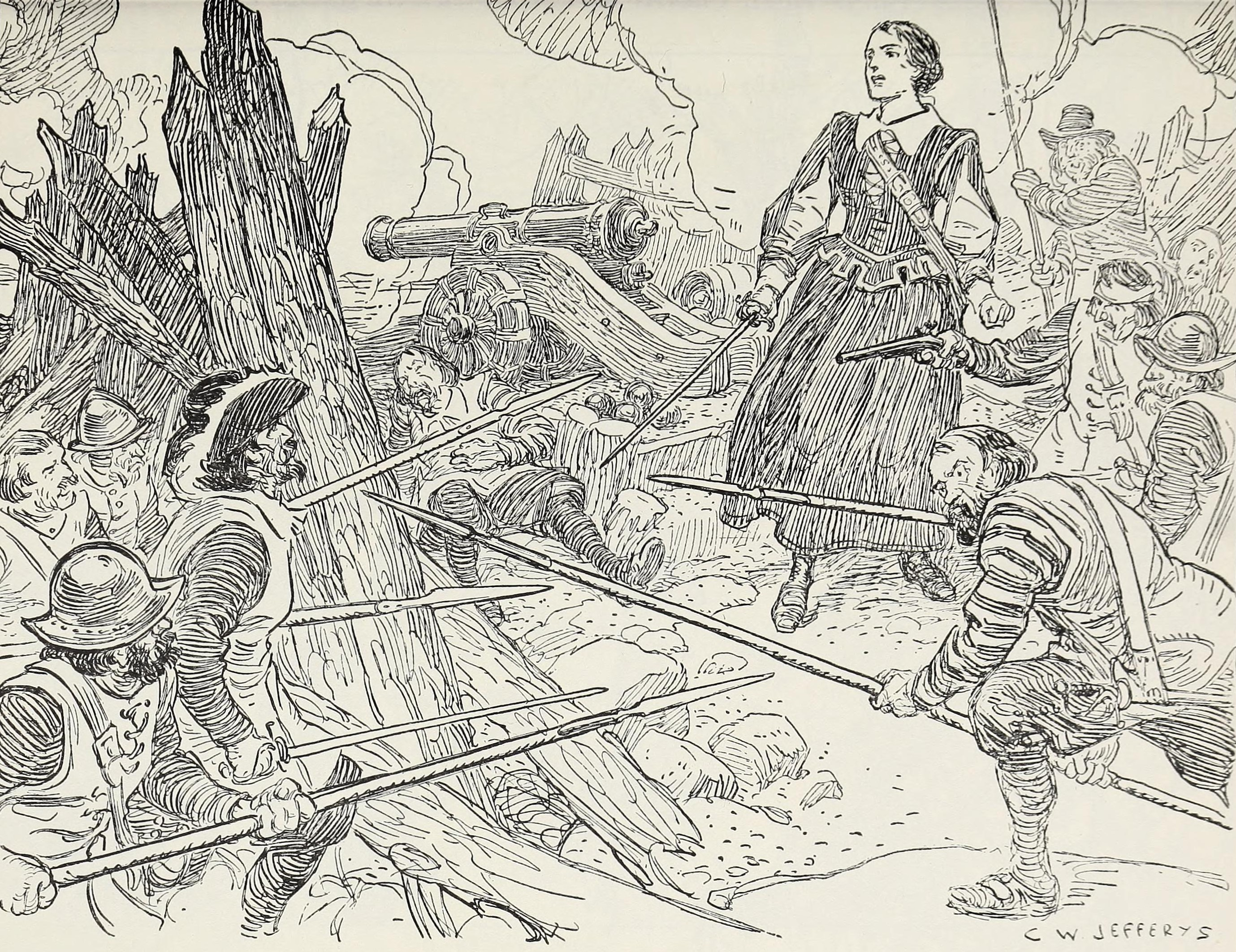
Françoise-Marie Jacquelin défendant le fort La Tour.

Il existe plusieurs autres symboles non officiels. L'un des plus anciens est le poème Evangéline de l'auteur américain Henry Longfellow, publié en 1847. Des concours annuels sont organisés dans plusieurs communautés afin de choisir un Gabriel et une Évangéline, les deux personnages principaux du poème. Le phare est une très ancienne forme utilisée dans l'architecture, l'artisanat et l'art acadien; le monument de l'Acadie à Québec représente un phare surmonté d'une étoile. Le saule représente selon la légende le site d'un ancien établissement acadien; Grand-Pré compte des saules vieux de plusieurs siècles, qui ont inspiré le roman Le saule de Grand-Pré de René Verville.
L'Acadie compte plusieurs héros. Certains sont connus pour leurs faits d'armes, comme Françoise-Marie Jacquelin pour sa défense du fort La Tour contre Charles de Menou d'Aulnay, Joseph Brossard (ou Broussard) dit Beausoleil pour sa résistance durant la Déportation des Acadiens et Louis Mailloux tué lors d'une fusillade pour la défense des écoles catholiques et francophones à Caraquet. D'autres, comme Tante Blanche et Henriette Pelletier au Madawaska ainsi que Édith Pinet et Stanislas-Joseph Doucet dans la Péninsule acadienne, sont reconnus pour leur soutien médical ou humanitaire. Yvon Durelle est considéré comme un héros pour ses exploits sportifs.

## Religion

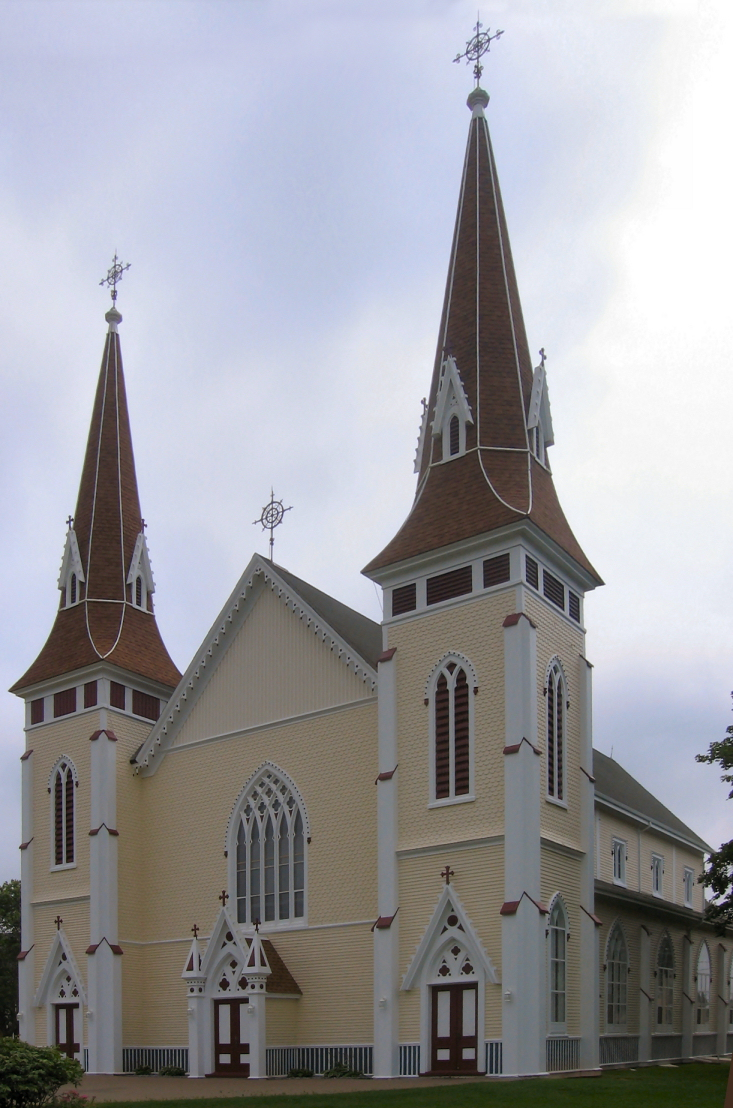
Église Saint-Jean-Baptiste de Miscouche

Les Acadiens sont majoritairement catholiques. L'interprétation du christianisme en Acadie mêle des croyances au surnaturel, en particulier les esprits et la sorcellerie, mais ces pratiques sont en baisse. L'archidiocèse de Saint-Jean recouvre tout le territoire de Terre-Neuve-et-Labrador, l'archidiocèse de Moncton comprend tout le Nouveau-Brunswick alors que l'archidiocèse de Halifax couvre à la fois la Nouvelle-Écosse et l'Île-du-Prince-Édouard.
Les Acadiens sont à l'origine tolérants envers les autres religions et confessions car certains des fondateurs sont protestants. Le clergé n'est d'ailleurs pas très présent et s'intéresse surtout à l'évangélisation des Micmacs ; en fait, la pratique de la religion est surtout une affaire familiale à cause de la pénurie de prêtres. Les Acadiens conservent la liberté de religion après la signature du traité d'Utrecht en 1713. À la suite de la déportation des Acadiens, les relations deviennent tendues entre la population et les prêtres et évêques, qui sont désormais majoritairement Écossais ou Irlandais, et anglophones. Des prêtres acadiens sont formés au Collège Saint-Joseph dès 1865 mais ceux-ci sont envoyés principalement dans des régions anglophones. Un débat pour l'acadianisation du clergé commence dans les années 1880 et un premier évêque, Alfred-Édouard Leblanc, est nommé en 1913. Un mouvement s'organise ensuite pour demander au pape une meilleure représentation dans le clergé, malgré l'opposition des anglophones, avec succès. La demande de créer un archidiocèse à Moncton cause encore plus d'opposition mais est aussi acceptée en 1936. Le diocèse d'Edmundston en est détaché en 1944 alors que le diocèse de Yarmouth est séparé de celui d'Halifax en 1953. La foi catholique reste liée à l'acadianité jusque dans les années 1940, où une majorité des membres de l'élite sont soit des religieux, soit ont été formés dans des collèges catholiques. Les communautés religieuses occupent une place fondamentale dans les secteurs de l'éducation et de la santé jusqu'aux années 1970. Comme dans plusieurs régions du monde, la pratique religieuse baisse ensuite alors que le nombre de prêtres est en baisse et que certaines paroisses ne sont même plus desservies. La foi catholique reste toutefois importante pour une bonne partie de la population mais son lien avec l'acadianité devrait être différent dans l'avenir selon l'historienne Naomi Griffiths.
L'interprétation du catholicisme en Acadie accorde une place importante aux femmes, une situation démontrée par le grand nombre d'églises dédiées à une sainte, aux cathédrales qui sont dédiées à Marie ou à Sainte Anne et au fait que deux communautés religieuses féminines ont été fondées en Acadie, soit la Congrégation des Filles de Marie de l'Assomption et la Congrégation des Religieuses de Notre-Dame du Sacré-Cœur, contrairement aux communautés masculines, qui proviennent toutes du Québec ou de France. Le culte de Sainte-Anne est en fait très important et l'imposition de Marie de l'Assomption comme sainte-patronne n'y a rien changé. La mer occupe aussi une place importante dans la religion, notamment par la célébration toujours très populaire du dimanche des pêcheurs et de la bénédiction des bateaux.

## Langues
Il existe plusieurs dialectes acadiens. Le français acadien est le principal dialecte du français, parlé dans toute l'Acadie, sauf au Madawaska, où le français de la vallée, ou brayon, est beaucoup plus influencé par le français québécois. Par ailleurs, les Acadiens du Québec parlent surtout le français québécois, bien que le français acadien soit très courant dans certaines régions comme les îles de la Madeleine. Le chiac, parlé aussi dans la région de Moncton, est parfois décrit comme un dialecte du français fortement influencé par l'anglais, parfois comme une langue à part entière. Les populations anglicisés parlent généralement l'anglais américain ou l'anglais des Maritimes.
Il n'existe par d'organisme de normalisation en Acadie mais l'Office québécois de la langue française y joue une influence indéniable, particulièrement dans le langage technique. Certains organismes provinciaux jouent par contre un rôle restreint, par exemple dans la toponymie. Plusieurs auteurs se sont penchés sur l'étude du français acadien. Le glossaire acadien a été publié par Pascal Poirier en 1925 et réédité en 1993. Yves Cormier a présenté son Dictionnaire du français acadien en 2009. Ces dictionnaires se concentrent uniquement sur les acadianismes. Les principaux dictionnaires français en incluent par contre quelques-uns, mais il existe de nombreux oublis notoires, par exemple de mots n'ayant pas d'équivalents dans la francophonie, ainsi que certaines erreurs.

## Éducation

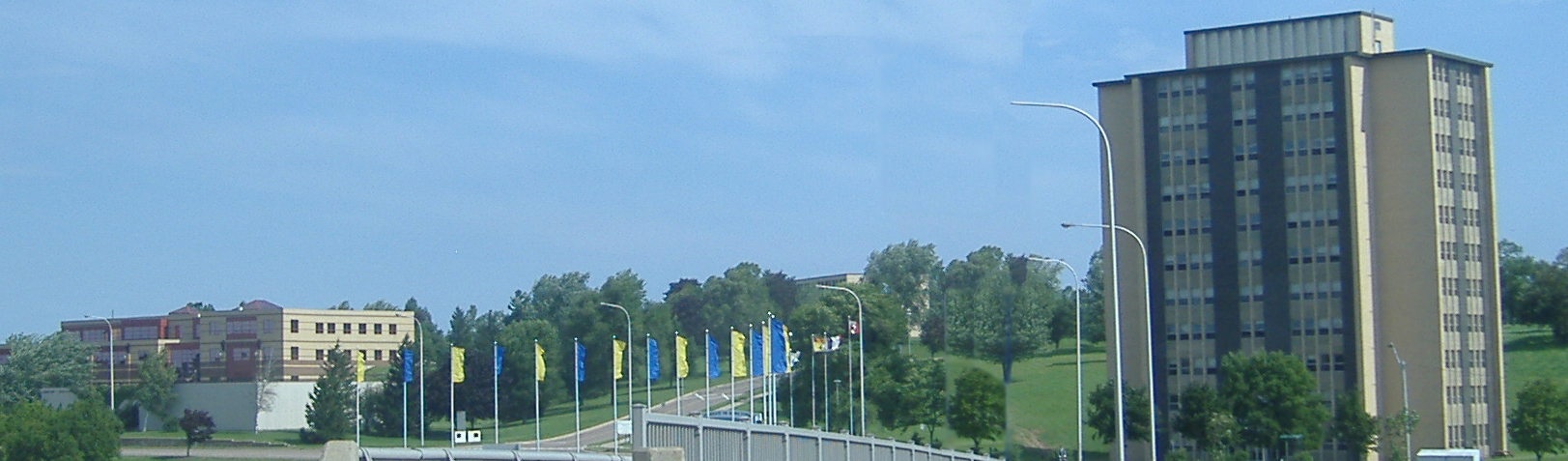
L'Université de Moncton.

Le Canada compte la plus grande proportion de personnes entre 18 et 35 ans possédant un diplôme post-secondaire, et les provinces de l'Atlantique ont les plus grands budgets per capita consacrés à l'éducation parmi les pays du G8. La situation diffère pourtant grandement chez les Acadiens. À l'Île-du-Prince-Édouard, ceux-ci restent peu éduqués, 34 % n'ayant pas de diplôme secondaire; le taux de diplômé collégiaux (21,5 %) est par contre dans la moyenne canadienne alors que le taux d'universitaires (13 %) s'approche de la moyenne provinciale. Au Nouveau-Brunswick, 37 % des Acadiens n'ont pas leur diplôme secondaire, comparativement à la moyenne provinciale de 29 %, alors que le taux d'universitaires à Moncton est comparable à Montréal (20,4 %); la situation serait due à l'économie basée sur les ressources naturelles de la plupart des régions. En Nouvelle-Écosse, les Acadiens sont de plus en plus éduqués (70 % de diplômés), dépassant la moyenne des francophones canadiens, mais restent toujours sous le niveau provincial (73 % de diplômés), une situation liée aussi à la situation économique. Les francophones terre-neuviens, toutes origines confondues, sont un plus éduqués que la majorité anglophone et 21 % sont diplômés de l'université, comparativement à 11 % chez les anglophones et à 16 % chez les francophones canadiens.
Le ministère de l'Éducation du Nouveau-Brunswick a la responsabilité du financement et du respect des normes tandis que la gestion des écoles et du programme scolaire est confiée aux deux secteurs indépendants. Le secteur francophone compte 32 353 élèves fréquentant 98 écoles regroupées dans cinq districts scolaires ainsi que 2 434 enseignants. La Nouvelle-Écosse a quant à elle un Conseil scolaire acadien provincial au sein de son ministère. Le Conseil gère 20 écoles unilingues françaises, comptant 4 000 élèves et 600 employés. La Commission scolaire de langue française de l'Île-du-Prince-Édouard gère les six écoles francophones de la province. Le Conseil scolaire francophone provincial de Terre-Neuve-et-Labrador regroupe cinq écoles.
Le Collège communautaire du Nouveau-Brunswick compte un secteur francophone de cinq établissements. Le Collège Acadie de l'Île-du-Prince-Édouard possède trois campus. 
L'Université Sainte-Anne compte cinq campus en Nouvelle-Écosse, le principal étant à Pointe-de-l'Église et les autres à Tusket, à Halifax, à Petit-de-Grat et à Saint-Joseph-du-Moine. L'établissement comprend la faculté des Arts et Sciences, offrant des baccalauréats ainsi qu'une maîtrise en éducation, la faculté des programmes professionnels et l'école d'immersion. Il y a de plus cinq chaires et centres de recherches.
L'Université de Moncton possède aussi un campus à Edmundston, desservant ainsi le Maine et le Québec, ainsi qu'un campus à Shippagan. Cette université compte neuf facultés, dont une de droit, offre 180 programmes du premier au troisième cycle et compte 37 centres, chaires et instituts. Le Centre de formation médicale du Nouveau-Brunswick y offre un programme complet de médecine en partenariat avec l'Université de Sherbrooke. L'université compte 6 219 étudiants et 826 employés dont 390 professeurs en 2009 alors que son budget annuel est de 103 millions $.
De nos jours, l'éducation est plus libérale et comporte moins de préjugés.

## Arts

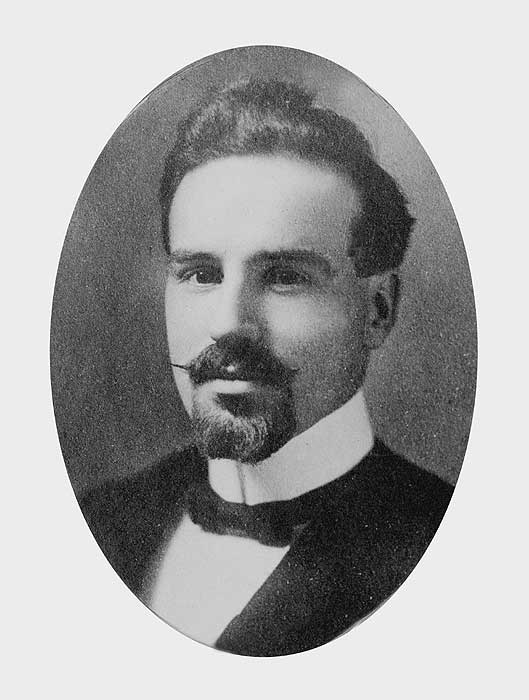
Les élèves de Paul Carmel Laporte, originaire du Québec, ont eu un impact majeur dans la culture acadienne.

Les Acadiens suivent souvent les tendances artistiques qui se retrouvent au Québec mais ont leurs propres courants. Les relations avec la France encouragent la reconnaissance des artistes.

### Peinture et sculpture
Jusqu'au début du XXe siècle, la sculpture et la peinture est surtout réalisées par les décorateurs d'églises. Parmi les principales réalisations toujours existantes, notons celles de Philomène Belliveau, Caroline Léger, Anna Bourque-Bourgeois, Jeanne Léger, Alma Buote et Yolande Boudreau, qui ont toutes étudié l'art à l'étranger. À partir des années 1930, le docteur Paul Carmel Laporte enseigne la sculpture et le dessin à Edmundston et forme plusieurs artistes de renom, dont Claude Picard, Claude Roussel et Marie Hélène Allain. Plusieurs artistes de la même époque doivent suivre des cours à l'extérieur avant de poursuivre leur carrière en Acadie, dont Gertrude Godbout, Eulalie Boudreau, René Hébert, Georges Goguen, Roméo Savoie, Hilda Lavoie-Franchon et Claude Gauvin. Certains réalisent des peintures religieuses et murales pour les églises, dont Édouard Gautreau, Claude Picard et Ernest Cormier. L'église Sainte-Anne-de-Kent, qui comptait entre autres des tableaux de Gautreau, était surnommée la « chapelle Sixtine de l'Acadie » jusqu'à sa destruction dans un incendie en 2007. Nelson Surette se fait connaître grâce à ses tableaux représentant la vie quotidienne. Adrien Arsenault est aussi reconnu. Nérée De Grâce puise son inspiration dans le folklore acadien et ses tableaux se retrouvent dans plusieurs collections à travers le monde, ainsi que sur un timbre canadien. Les musées canadiens possèdent des œuvres d'autres artistes, dont les plus connus sont les sculpteurs Arthur Gallant, Alfred Morneault et Octave Verret ainsi que les peintres Léo B. LeBlanc, Médard Cormier et Camille Cormier.
En 1963, Claude Roussel met sur pied le département d'arts visuels de l'Université de Moncton. Les diplômés les plus prolifiques sont l'artiste multidisciplinaire Herménégilde Chiasson et le peintre Yvon Gallant mais on compte aussi Paul Édouard Bourque, Jacques Arseneault, Francis Coutellier, Marc Cyr, Pierre Noël LeBlanc, Anne-Marie Sirois, Lucille Robichaud, Lionel Cormier, Luc A. Charette, Daniel Dugas, Guy Duguay, Roger Vautour, Ghislaine McLaughlin, Gilles LeBlanc, Georges Blanchette, Gilles Arsenault, Hélène LaRoche et André Lapointe. Robert Saucier, Jocelyn Jean et Paul-Émile Saulnier travaillent au Québec mais leurs œuvres se vendent à l'étranger.

### Musique

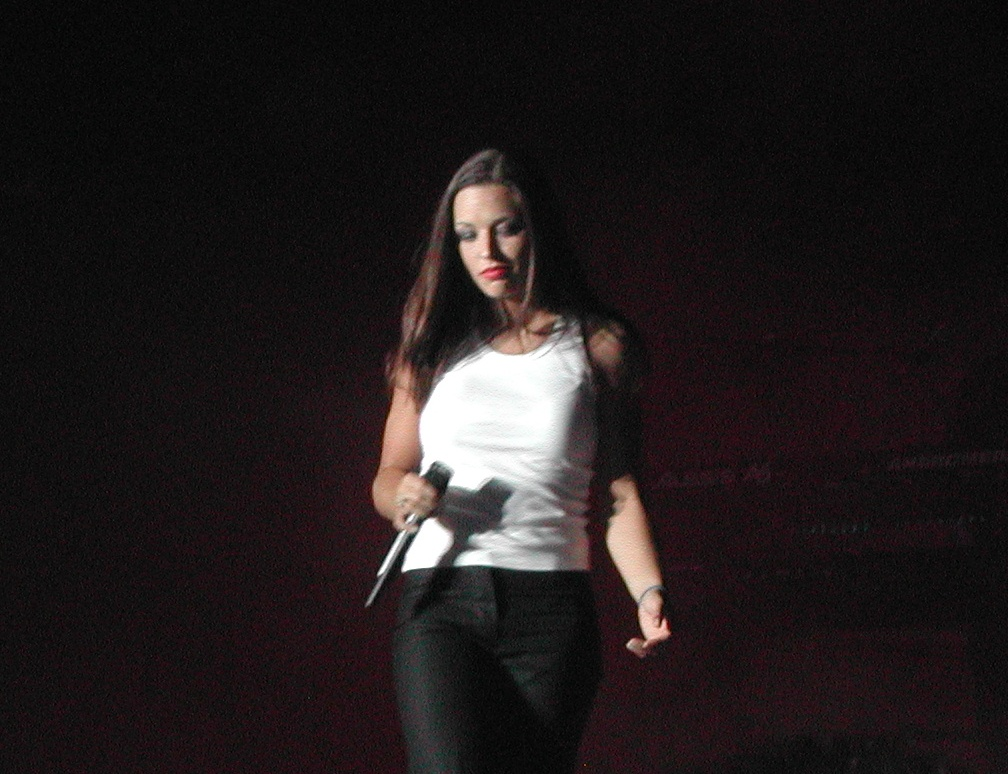
Natasha St-Pier

Au XIXe siècle, les communautés religieuses jouent un rôle important dans le développement de la musique acadienne alors que les fanfares des collèges et les chorales paroissiales deviennent rapidement populaires. Plusieurs musiciens dont Arthur LeBlanc et Anna Malenfant se font connaître à l'étranger à partir du XXe siècle. À partir des années 1960, les musiciens sont inspirés par le folklore, comme Angèle Arsenault, Édith Butler, Calixte Duguay, Donat Lacroix et les groupes 1755 et Beausoleil-Broussard, tandis que Patsy Gallant jouit d'une grande popularité au Canada avec des genres variés. La musique se diversifie ensuite en plusieurs genres, dont le country (Cayouche, Amelie Hall), le pop (Danny Boudreau, Jean-François Breau, Wilfred LeBouthillier, Natasha St-Pier, Roch Voisine, Marie-Jo Thério), le hip-hop (Radio Radio), le jazz (Les Païens), le rock (Lisa Leblanc, Zéro Degrés Celcius, Christian Kit Goguen, Trans Akadi) et le folk (Les Hay Babies) alors que la musique folklorique reste populaire (Barachois, Grand Dérangement, La Virée, Ode à l'Acadie). Au tournant du XXIe siècle, les genres les plus populaires sont le folk et le country. Le Gala de la chanson de Caraquet, le Festival acadien de Caraquet et Moncton Rock sont parmi les principaux événements musicaux. Un instrument d'invention acadienne est la tritare.

### Littérature
Marc Lescarbot donne naissance à la littérature acadienne et au théâtre acadien à Port-Royal en 1606 en produisant Le Théâtre de Neptune,. Plusieurs visiteurs ainsi que des prêtres ont ensuite écrit sur la géographie ainsi que sur les conditions religieuses et économiques. La situation politique trouble et la lente croissance de la population expliquent le faible nombre de textes produits par les Acadiens durant cette période. Après la Déportation, la littérature prend du temps à réapparaître mais la tradition orale reste florissante. Avec la fondation d'écoles et de collèges au XIXe siècle puis les Conventions nationales acadiennes, les Acadiens et leur clergé commencent à redécouvrir leur identité et leurs aspirations dans un monde d'anglophones. Jusqu'aux années 1960, la littérature est dominée par le débat nationaliste. La redécouverte de l'histoire de l'Acadie donne lieu à un nombre important de textes, en particulier ceux de Pascal Poirier. Au XXe siècle, le nationalisme devient moins important et plusieurs auteurs dont Antonine Maillet se penchent sur d'autres sujets. Plusieurs auteurs de la diaspora publient durant les années 1960, dont Donat Coste et Rénald Després. Dès 1966, les plus jeunes auteurs remettent en question les valeurs traditionnelles ; ce mouvement est amplifié par la Révolution tranquille au Québec, par les réformes de Louis Robichaud au N.-B., par les grèves étudiantes et par le succès phénoménal de La Sagouine d'Antonine Maillet. La poésie est la première forme littéraire à suivre cette tendance ; le roman est dominé par l'œuvre d'Antonine Maillet mais de nombreux autres auteurs sont à remarquer. Depuis le milieu des années 1980, la littérature acadienne se porte très bien, ce qu'illustre le nombre grandissant des maisons d'éditions et la reconnaissance dont elle jouit tant en Amérique qu'en Europe. Les œuvres sont de genres variés et la littérature pour enfants se développe.

#### Théâtre
La première pièce de théâtre acadienne, et probablement la première en Amérique du Nord, Le Théâtre de Neptune, fut créée par Marc Lescarbot en 1606. Il n'y a ensuite plus de théâtre durant deux siècles en raison du contexte socio-économique et politique difficile. La tradition orale devint toutefois florissante et a une influence jusqu'à ce jour. Des collèges, notamment le Collège Saint-Joseph de Memramcook, s'intéressent au théâtre dès 1864. Des professeurs comme Alexandre Braud et Jean-Baptiste Jégo créent des pièces très populaires. Des nationalistes comme Pascal Poirier et James Branch créent de leur côté des pièces de théâtre paroissiales. La première troupe indépendante, la Troupe Notre-Dame de Grâce de Moncton, est fondée par Laurie Henri en 1956.
La production de Les Crasseux d'Antonine Maillet en 1968 est considérée comme le véritable début du théâtre acadien. les troupes Les Feux chalins et le Théâtre amateur de Moncton sont fondées la même année et un programme d'arts dramatiques est créé en 1969 à l'Université de Moncton. Présentée en 1971, La Sagouine d'Antonine Maillet connait un succès phénoménal à la suite de sa mise en scène au Théâtre du Rideau Vert de Montréal en 1972. Elle a depuis été représentée à plus de 2 000 reprises avec Viola Léger en tant qu'unique interprète.
Le Théâtre populaire d'Acadie, la première troupe professionnelle, est fondée en 1974 à Caraquet. Elle produit, entre autres, Louis Mailloux de Jules Boudreau et Calixte Duguay ainsi que Le Djibou de Laval Goupil. Le Théâtre l'Escaouette est fondé en 1977 à Moncton et donne une grande place à l'œuvre d'Herménégilde Chiasson. Antonine Maillet poursuit sa carrière, autant au théâtre qu'en littérature. Le théâtre acadien se diversifie dans ses genres et ses thèmes ; le TPA se concentre sur le répertoire alors que le Théâtre l'Escaouette favorise la création. La dramaturgie s'améliore mais le manque de textes acadiens est difficile à combler,.
Le contexte économique difficile des années 1980 force les troupes à annuler des productions et la Compagnie Viola-Léger à cesser ses activités en 1989,. Les troupes se redirigent vers les productions pour enfants, où les textes d'Herménégilde Chiasson se démarquent. Le Pays de la Sagouine est fondé en 1992 à Bouctouche d'après l'œuvre d'Antonine Maillet. De plus en plus de pièces de théâtre sont publiés. Le théâtre redevient plus adulte au milieu des années 1990, et connait un renouveau par la fondation de nouvelles troupes, dont Moncton Sable en 1996, et l'arrivée de nouveaux dramaturges, dont Gracia Couturier. La place qu'occupe les productions québécoises s'attire toutefois des critiques. Quelques nouveaux succès critiques et financiers, dont la reprise de la pièce Louis Mailloux, ainsi que la fondation de festivals, mettent tout de même en valeur les créations typiquement acadiennes.

### Cinéma
Le pionnier du cinéma acadien dans les années 1950, Léonard Forest, est l'instigateur du studio de Moncton de l'Office national du film du Canada, où furent réalisés la plupart des films acadiens. Éloge du chiac par Michel Brault ainsi que L'Acadie, l'Acadie de Brault et Pierre Pereault marquent réellement les débuts de l'expression acadienne en 1969. La plupart des films acadiens sont des documentaires et des courts ou moyens métrages ; il y a toutefois quelques longs métrages, dont Le Secret de Jérôme et Lost Song alors que certains réalisateurs ont fait incursion dans le domaine de la fiction et de l'animation. Parmi les cinéastes notoires, mentionnons Bettie Arsenault, Robert Awad, Renée Blanchar, Rodolphe Caron, Herménégilde Chiasson, Phil Comeau, Claudette Lajoie, Christien Leblanc, Monique Leblanc, Ginette Pellerin, Jacques Savoie et Anne-Marie Sirois. Les principaux acteurs et réalisateurs font carrière à Hollywood: les frères Joseph De Grasse et Sam De Grasse au début du XXe siècle et Robert Maillet au XXIe siècle. Le Festival international du cinéma francophone en Acadie, de Moncton, est le principal événement annuel.

#### Bande dessinée et télévision
Acadieman est probablement la première bande dessinée acadienne, créée par Daniel « Dano » Leblanc au début des années 2000 ; adapté en série animée à partir de 2005, le succès du personnage mène à la production du long métrage Acadieman vs. le C.M.A. en 2009. Une autre série télévisée notable est Belle-Baie, diffusée depuis 2008.

## Architecture

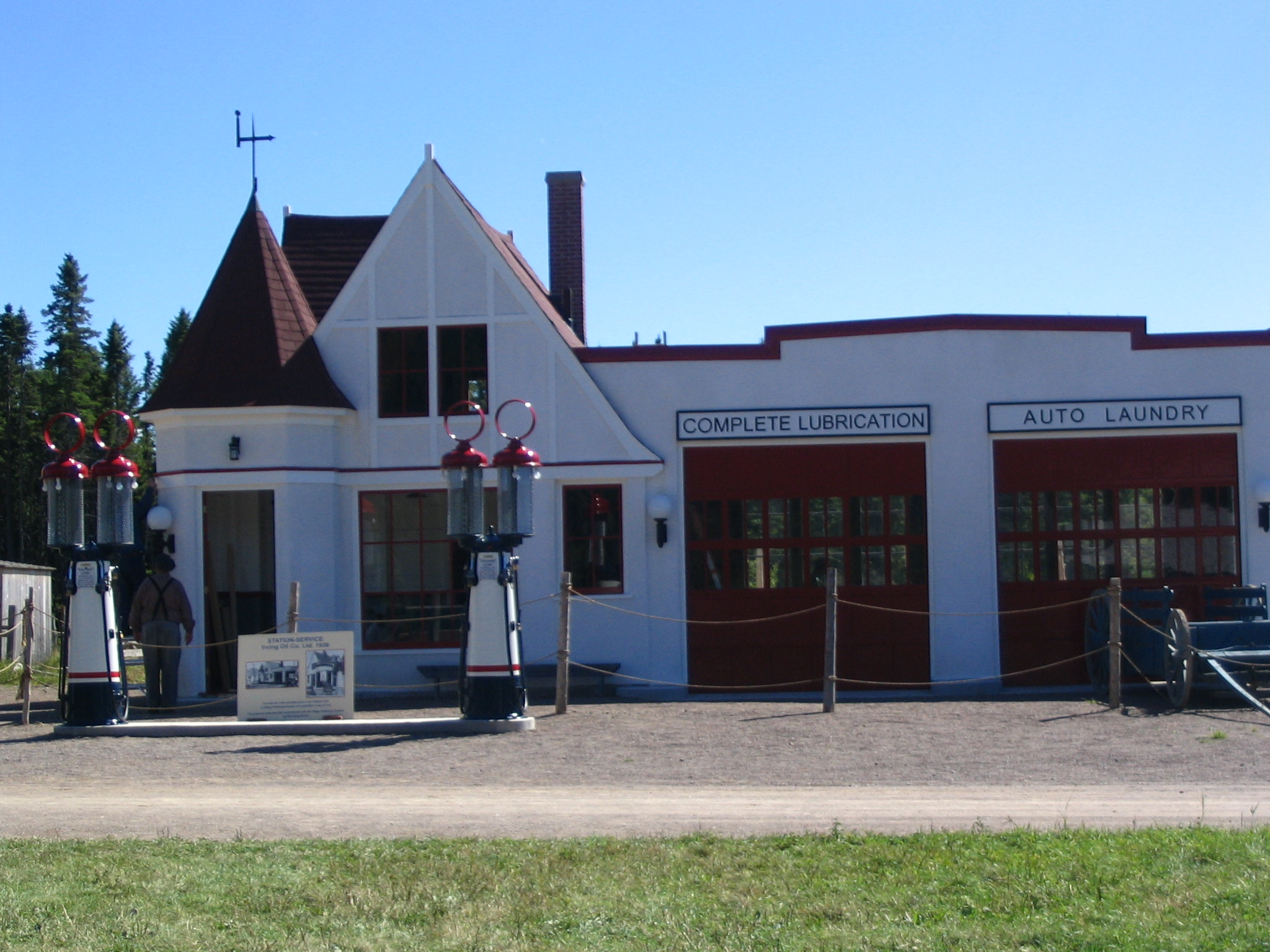
Station-service conçue par Samuel Roy.

L'architecture acadienne trouve son origine en France mais s'adapte rapidement aux conditions climatiques et aux matériaux locaux; des techniques de construction micmaques et malécites sont ainsi adoptées pour améliorer l'isolation des maisons. Après la destruction presque totale causée par la Déportation des Acadiens, les maisons sont de piètre qualité et construites à la hâte. Malgré l'amélioration des conditions de vie, l'architecture reste simple jusqu'au milieu du XIXe siècle. Les traces d'inspiration française s'effacent alors progressivement devant les influences américaine et anglaise. Les premiers architectes acadiens commencent leur carrière vers la fin du siècle. Léon Léger est reconnu pour son couvent de l'Immaculée-Conception de Bouctouche et Nazaire Dugas a dessiné le Château Albert. Des matériaux comme la brique font progressivement leur apparition. Il est difficile de définir un style typique acadien puisque aucune étude exhaustive n'a été effectuée à ce sujet. Plusieurs villages historiques ont été construits depuis les années 1970 et de nombreux nouveaux édifices s'harmonisent avec l'architecture traditionnelle.

## Édition et communications
L'Acadie dispose de l'un des meilleurs réseaux de télécommunications au monde. Totalement numérique, il comprend l'internet, disponible à haute vitesse sur tout le territoire du Nouveau-Brunswick, et la téléphonie cellulaire, auquel 98 % de la population, dans les provinces de l'Atlantique, a accès. En 2009, entre 69 % et 77 % de la population, selon les provinces, utilisait l'internet à des fins personnelles, légèrement sous la moyenne canadienne de 80 %. Le réseau est contrôlé principalement par Bell Aliant, Rogers Communications et EastLink.

## Médias

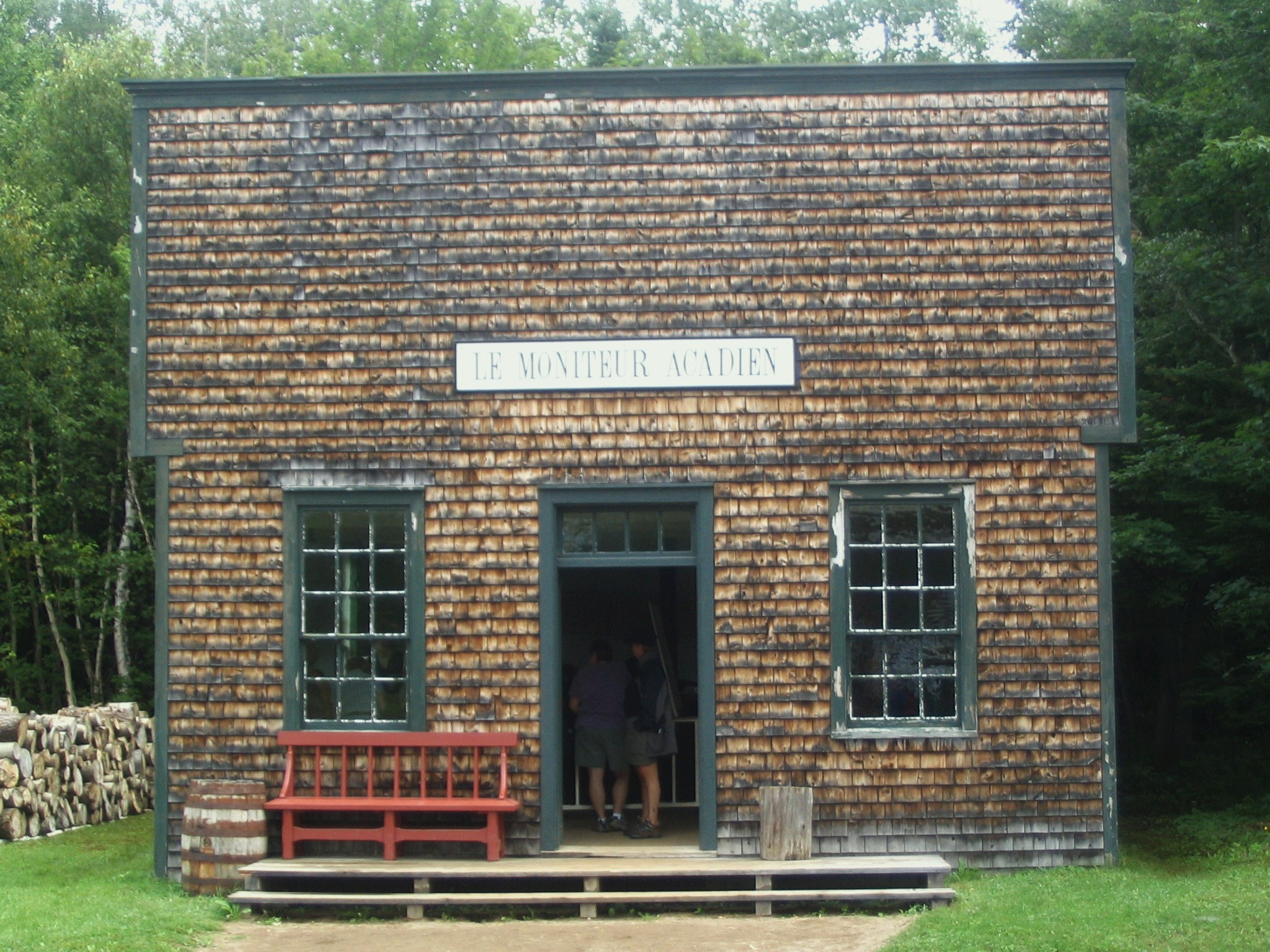
L'édifice original du Moniteur Acadien.

L'Acadie est desservie par de nombreux médias nord-américains, pour la plupart anglophones, dont le principal est la Société Radio-Canada. Radio-Canada Acadie dispose en effet d'une salle de nouvelles à Moncton ainsi que des bureaux régionaux dans onze villes. Le Nouveau-Brunswick dispose tout de même d'un journal quotidien francophone, L'Acadie nouvelle. Il y a aussi des hebdomadaires, notamment L'Étoile, Le Moniteur acadien, Le Courrier de la Nouvelle-Écosse et La Voix acadienne ainsi que des mensuels et d'autres publications, tel que Le Gaboteur. La radio est bien implantée et l'internet se développe rapidement. Les portails jminforme.ca et CapAcadie.com regroupe les manchettes de la plupart des médias. CapAcadie.com offre même des webradios et une télévision par internet, CapTV, diffusant plusieurs productions originales.
Les médias, en particulier la presse écrite, ont joué un rôle important dans le développement de la culture et de la politique acadienne à partir du milieu du XIXe siècle. Ils se sont pourtant développés lentement à cause de divers facteurs comme la répartition géographique, le statut minoritaire, le dynamisme économique, le niveau d'éducation et les transports. Le Moniteur acadien, fondé en 1867, est le plus ancien. Parmi les journaux disparus, le plus influent a été L'Évangéline.

## Cuisine

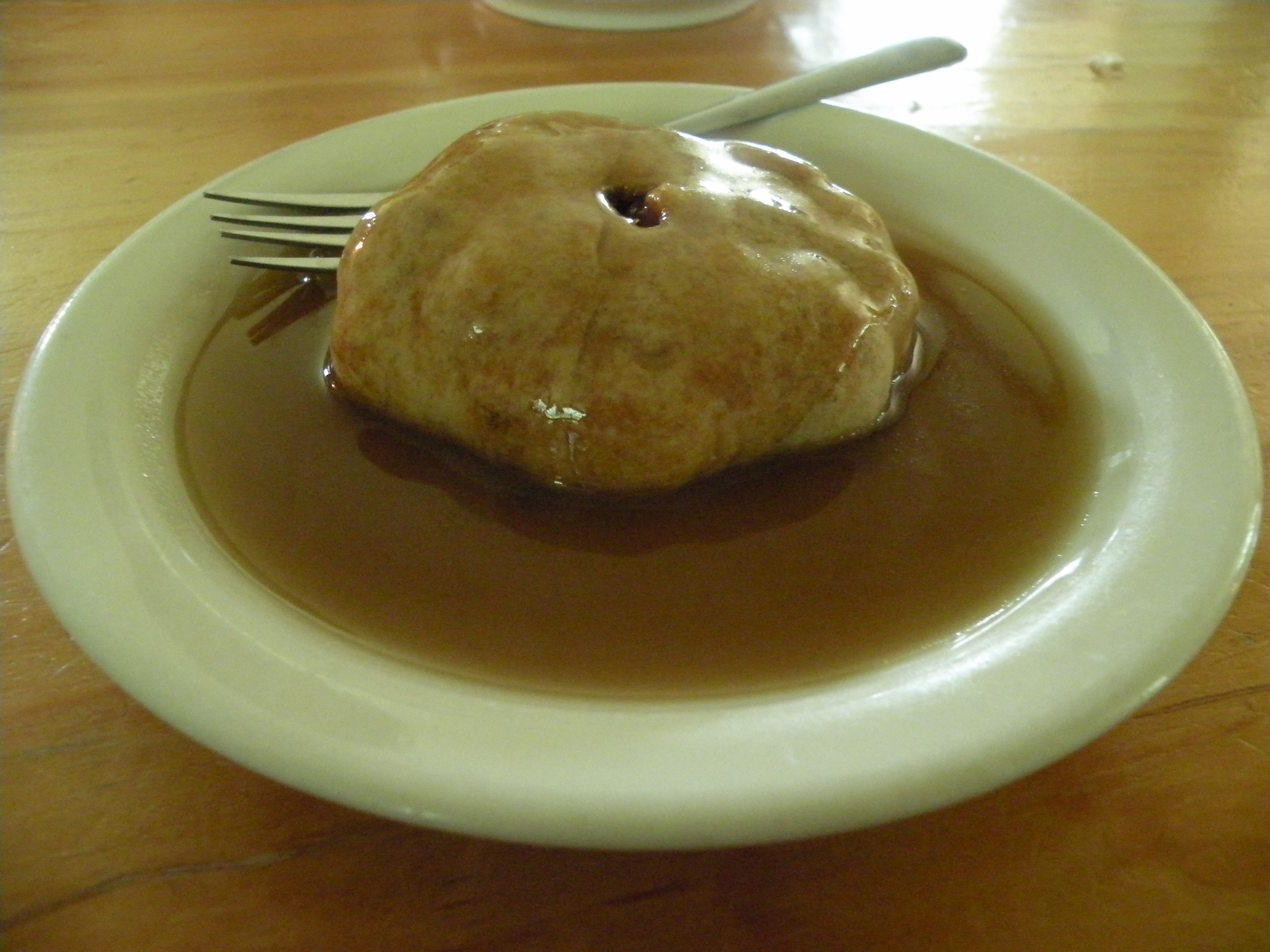
Une poutine à trou.

La cuisine acadienne est d'origine française mais on trouve plusieurs autres influences, particulièrement canadiennes françaises, amérindiennes et même allemandes. Il y a en fait plusieurs cuisines régionales. La plupart des ingrédients sont disponibles sur places alors que certains proviennent d'un commerce ancien avec les Antilles et le Brésil, comme les raisins secs, le riz, la cassonade et la mélasse. La pomme de terre est l'aliment de base et le poisson et les fruits de mer sont très populaires.

## Traditions

### Artisanat

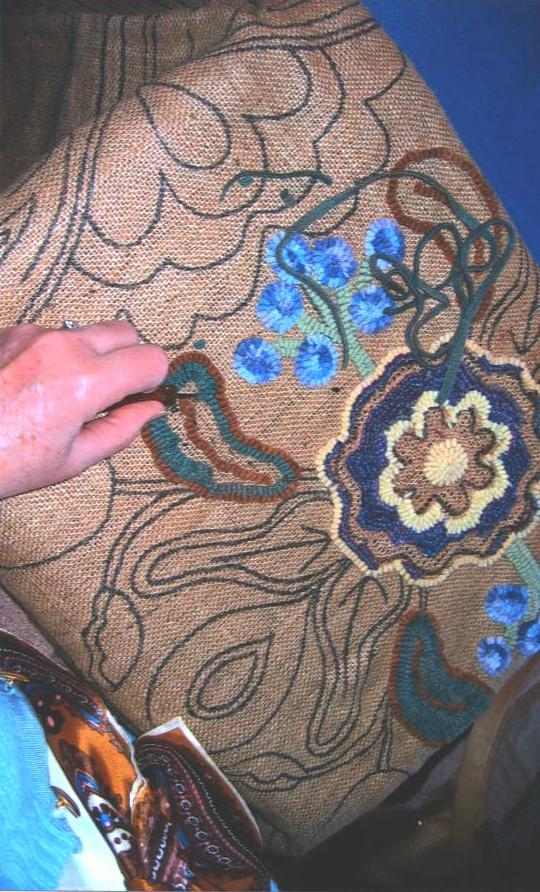
Fabrication d'un tapis houqué

L'artisanat acadien est avant tout traditionnel. La courtepointe est un artisanat très populaire et bien qu'Evelyn Coutellier a créé des motifs originaux, la plupart des artisanes conservent les motifs traditionnels en ne changeant que les couleurs. Chéticamp est reconnu pour ses tapis houqués, qui sont généralement fait en série mais certaines « houqueuses » comme Elizabeth LeFort se sont fait connaître par leurs murales. Les Tisserands du Madawaska, dans la région éponyme, produisent des vêtements et des napperons. La plupart des régions acadiennes de cette province comptent des tisseurs, des sculpteurs sur bois et d'autres sortes d'artisans. On en retrouve aussi à la Baie-Sainte-Marie. Adrienne Landry de Dieppe était auparavant la seule tisseuse d'expérience du sud-est du Nouveau-Brunswick. Les Artisans de St-Louis se sont par la suite orientés vers le tissage à l'aide d'une formation financée par le Développement régional. La Coopérative d'artisanat de St-Paul s'est quant à elle dirigée en symmographie (artisanat à base de ficelles) et ses plaquettes représentant La Sagouine sont très populaires. Plusieurs ateliers de poterie ont été aménagés par des diplômés en céramique, comme Les Métiers d'art du Nord-Est par les Frachon, le studio Keramos de Cocagne par Ronald Gauguen, Fernand Daigle à Saint-Louis-de-Kent et Nancy Morin à Moncton.

### Costume
De nos jours, les Acadiens s'habillent d'une manière comparable aux peuples occidentaux. Le costume traditionnel est toutefois porté à l'occasion. Il comprend un bonnet blanc, une blouse blanche, une jupe noire et un tablier blanc pour les femmes, alors que les hommes portent une chemise blanche, une veste noire et un pantalon noir allant aux chevilles. Hommes et femmes portent des bas blancs et des chaussures noires.

### Folklore

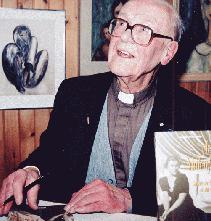
Anselme Chiasson

Jusqu'à la fin du XIXe siècle, l'isolement de l'Acadie permet la préservation d'un folklore varié, transmis de génération en génération. Les chansons du début du XXe siècle témoignent de l'éveil à la culture. Le folklore est en quelque sorte méprisé par l'élite jusqu'à ce que le journal L'Évangéline publie à partir de 1939 une chronique de Thomas Leblanc sur les chansons acadiennes. Anselme Chiasson et Daniel Boudreau y publient aussi le recueil Chansons d'Acadie entre 1942 et 1956. Des chercheurs étrangers s'intéressent dès lors au folklore acadien, tôt imités par les Acadiens eux-mêmes. L'Université de Moncton enseigne le folklore depuis 1966 et son Centre d'études acadiennes Anselme-Chiasson possède une importante collection à ce sujet, s'ajoutant par exemple à celle de l'Université Laval. Le folklore inspire également de nombreux auteurs, dont Antonine Maillet.

### Médecine traditionnelle
Les Acadiens conservent plusieurs remèdes traditionnels.

## Société

### Vie familiale
Traditionnellement, l'homme quitte la maison pour des travaux saisonniers tandis que la femme reste à la maison, où elle a la majeure partie des responsabilités de la ferme. Les enfants allaient à l'école de trois à six ans puis travaillaient sur la ferme avant de se marier. Les filles allaient plus longtemps à l'école que les garçons, et seulement une minorité d'enfants allaient au collège. De nos jours, la plupart des femmes ont un emploi, et la division du travail est peu à peu abolie depuis les années 1970.
La possession terrienne est la norme, même en ville. Il arrive toutefois que des gens louent des terres de la Couronne, notamment pour l'exploitation forestière. Auparavant, les parents âgés restaient chez l'un des enfants mais il est de plus en plus habituel de les envoyer dans une résidence de l'âge d'or. De plus, l'habitude qu'ont les couples mariés de rester chez les parents de l'époux jusqu'à ce qu'ils aient assez d'argent pour se construire une maison tend à disparaître. Il était courant de diviser son héritage entre ses fils mais de nos jours, les biens immobiliers sont accordés au fils le plus âgé et les autres biens sont divisés entre les enfants. Les pratiques anglaises concernant l'héritage de biens autres que fonciers sont adoptées au cours du XIXe siècle.
L'attachement à la famille et même la parenté, parfois éloignée, est fort et il semble que cela soit dû à la nécessité de conserver des liens en milieu minoritaire. La famille est généralement nucléaire. L'ascendance bilatérale est reconnue, on utilise les mots « paternel » et maternel pour qualifier les membres de la parenté, et on reconnait les cousins jusqu'au troisième degré.
Le taux de natalité baisse beaucoup après les années 1960, après avoir été l'un des plus élevés au Canada. L'âge moyen du mariage est aussi passé du début de la vingtaine, et souvent beaucoup plus jeune pour les femmes, à la mi-vingtaine. Le divorce, fortement réprouvé par l'Église, est tout de même devenu courant. Les mariages interethniques étaient autrefois tabous et même si la pression sociale a diminué, ils restent peu courants. La sexualité en dehors de la reproduction était réprimée jusque dans les années 1960.

### Généalogie
La généalogie est considérée comme très importante et le lignage est maintenu par l'aîné de la famille mais de nos jours, des centres d'archives en conservent la trace. Il y a un faible nombre de familles acadiennes et certains villages consistent en fait en une énorme familles. Ainsi, il est courant d'appeler une personne par le nom de son père au lieu de son nom de famille pour la différencier d'un autre. Par exemple, Patrick à Théodore au lieu de Patrick Dugas.

### Vie en société
Le travail dur, le respect des adultes et de l'Église est valorisé. Certaines communautés rurales possèdent encore un code de conduite non-écrit menant autrefois à des punitions corporelles dans de rares cas ou plutôt au rejet permanent ou temporaire en cas de non-respect. De toute manière, le recours à la police et à la justice est devenu courant à la suite de la modernisation de l'Acadie.

### Étiquette
Les bonnes manières sont considérées importantes, comme ouvrir la porte aux femmes et leur laisser sa place, se faire la bise entre homme et femmes, et des câlins entre femmes proches. Il est de mise de garder ses mains sur la table, appuyée sur le poignet pour la femme et le bras pour l'homme ; les coudes peuvent être appuyés sur la table seulement après le repas. Manger sur la rue est considéré mal élevé. Faire le signe du pouce en bas(👎) est considéré offensant.

## Sport

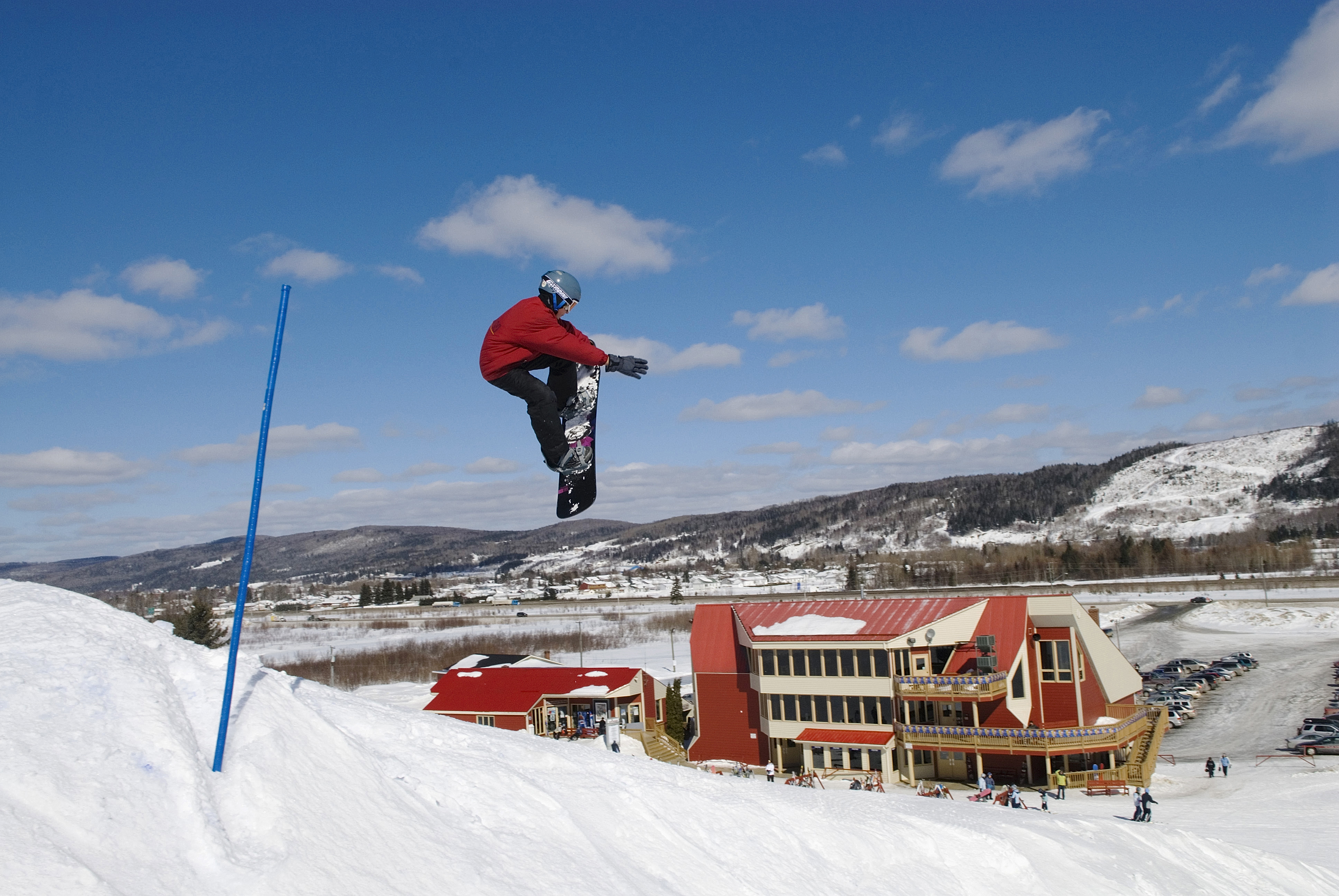
Planche à neige au mont Farlagne

Plusieurs Acadiens se sont démarqués dans le sport professionnel, comme Yvon Durelle à la boxe, Rhéal Cormier au baseball, Ron Turcotte dans le sport hippique ainsi que Luc Bourdon et Roland Melanson au hockey sur glace. Quelques équipes professionnelles sont installées dans les régions acadiennes, dont plusieurs de la Ligue de hockey junior majeur du Québec.
Le sport est pratiqué en Acadie depuis sa fondation mais est à l'origine peu présent dans la culture à cause des conditions de vie difficiles. Les collèges fondés vers la fin du XIXe jouent un rôle dans l'implantation du sport dans la vie quotidienne. À partir des années 1960, de nouvelles écoles sont construites avec des gymnases et d'autres installations sportives. La fondation d'une école normale francophone à Moncton, puis l'ouverture du Département d'éducation physique de l'Université de Moncton permet la formation des enseignants en français. Depuis 1979, les Jeux de l'Acadie sont l'occasion, pour les athlètes en herbe de toute l'Acadie, de se mesurer les uns aux autres.